# Robert Bocquillon
 (avril 2009).
Si vous disposez d'ouvrages ou d'articles de référence ou si vous connaissez des sites web de qualité traitant du thème abordé ici, merci de compléter l'article en donnant les références utiles à sa vérifiabilité et en les liant à la section « Notes et références ».
Pour les articles homonymes, voir Bocquillon.
Robert Bocquillon (né le 29 novembre 1917 à Fère-en-Tardenois (Aisne) et mort le 30 août 2002 à Chaumont (Haute-Marne)) est un avocat français.

## Biographie
Robert Bocquillon est un ancien résistant et prisonnier de guerre, catholique et opposé à la peine de mort. En 1977, il se chargea de défendre, aux côtés de Robert Badinter, Patrick Henry, accusé d'avoir enlevé le petit Philippe Bertrand, un enfant de sept ans à la sortie de son école avant de le tuer. Au cours du procès, Me Bocquillon se chargea de défendre du mieux qu'il put Patrick Henry, puis Me Badinter fit le procès de la peine de mort. 
Robert Bocquillon a également été bâtonnier de l'ordre des avocats de Chaumont.
Me Bocquillon a fait preuve de courage en se portant volontaire pour défendre Patrick Henry : avant le procès, il avait en effet reçu toutes sortes de menaces et insultes. Robert Badinter fut un des rares à montrer son soutien envers Me Bocquillon, avec d'autres avocats tels Emile Pollak et Jean-Denis Bredin.